# كرستن كيرنز
كرستن كيرنز (بالإنجليزية: Kirstin Cairns)‏ هي متزحلقة بريطانية، ولدت في 11 يناير 1963.

## وصلات خارجية
- كرستن كيرنز على موقع أوليمبيديا (الإنجليزية)